# Knooppunt Modletice
Knooppunt Modletice (Tsjechisch: Dálniční křižovatka Modletice) is een knooppunt in de regio Midden-Bohemen in Tsjechië.
Op dit knooppunt bij het dorp Modletice kruist de autosnelwegring van Praag de D1 Praag/Brno.

## Geografie
Het knooppunt ligt zuidoostelijk van de stad Praag. Naburige dorpen zijn Modletice, Nupaky en Dobřejovice.

## Richtingen knooppunt
| Aansluitende wegen  | Aansluitende wegen | Aansluitende wegen | Aansluitende wegen | Aansluitende wegen      |
| ------------------- | ------------------ | ------------------ | ------------------ | ----------------------- |
| 1 richting Praag    |                    |                    |                    |                         |
|                     |                    |                    |                    |                         |
| 0 richting Jesenice |                    |                    |                    |                         |
|                     |                    |                    |                    |                         |
|                     |                    |                    |                    | 1 richting Brno Ostrava |